# Bobara (Tomislavgrad, BiH)
Bobara je naseljeno mjesto u općini Tomislavgrad u Federaciji Bosne i Hercegovine u Bosni i Hercegovini.

## Povijest
Naseljeno mjesto Bobara nastalo je 2011. godine odlukom Vlade Federacije BiH izdvajanjem iz naseljenog mjesta Kolo. Prije toga održan je referendum na kojem se stanovništvo odlučilo za izdvajanje i osnivanje novog naseljenog mjesta.

## Stanovništvo

### 2013.
Nacionalni sastav stanovništva 2013. godine bio je sljedeći:
ukupno: 236
- Hrvati – 236 (100 %)